# Pedro Marset
Pedro Marset Campos (Valencia, 11 de septiembre de 1941-Murcia, 7 de agosto de 2024) fue un médico, historiador, catedrático universitario y político comunista español.

## Biografía
Doctor en Medicina y Cirugía, especializado en el campo de la psiquiatría. Ha sido catedrático de Historia de la medicina y decano en la Facultad de Medicina de la Universidad de Murcia de 1984 a 1990. Antes de llegar a Murcia fue catedrático de Historia de la Medicina en la Universidad Complutense de Madrid.
En el ámbito político llegó a Murcia en 1971 con el encargo del Partido Comunista de España (PCE) de reconstruir el partido, después de la detención de 30 de sus principales dirigentes.
Formó parte del Comité Federal del PCE surgido del XVIII Congreso, y de Izquierda Unida (IU), además de miembro de la presidencia del Partido Comunista de la Región de Murcia. Dentro de la candidatura de la coalición de IU, fue elegido diputado al Parlamento Europeo en las elecciones de 1994 y 1999. En su actividad parlamentaria, se integró en el Grupo Confederal de la Izquierda Unitaria Europea/Izquierda Verde Nórdica, fue miembro de las comisiones de Asuntos Exteriores, Derechos Humanos, Seguridad Común y Política de Defensa, vicepresidente de la Delegación para las Relaciones con los Países de Sudamérica y MERCOSUR (2002-2004). En 2004 no fue elegido diputado y continuó su labor política como responsable de Europa dentro de la dirección del Partido Comunista y como miembro del Partido de la Izquierda Europea (PIE).
Dirigió la revista teórica del PCE "Utopías-Nuestra Bandera".
Falleció el 7 de agosto de 2024 en Murcia.

## Obras
Además de artículos sobre cuestiones políticas, ha publicado múltiples trabajos en distintas obras académicas sobre la historia de la medicina en España, de manera especial sobre historia de la medicina en Murcia, Canarias y Comunidad Valenciana, además de coordinar el libro Médicos murcianos de la Escuela Histológica Española. Murcia: Universidad de Murcia. 2008. ISBN 9788483717332.